# Strich (Jagd)
Strich ist in der Jägersprache eine regelmäßig eingehaltene Flugbahn von Vögeln („Federwild“) von und zu Rastplätzen oder Nahrungsplätzen (Enten, Gänse, Tauben) und beim Balzflug („Schnepfenstrich“). In Verbindung damit ist der Strich die Grundlage für bestimmte Jagdarten. Dabei wartet der Jäger im „Anstand“, das heißt stehend oder sitzend in guter Deckung, auf die anfliegenden Vögel.